# 髙橋仁胡
髙橋 センダゴルタ 仁胡（たかはし センダゴルタ にこ、2005年8月17日 - ）は、スペイン・バルセロナ出身のプロサッカー選手。Jリーグ・セレッソ大阪所属。ポジションはディフェンダー（DF）。
Jリーグでの登録名は髙橋 仁胡（たかはし にこ）。

## 来歴

### プロ入り前
バルセロナで日本人の母親とアルゼンチン人の父親の間に生まれ、その後もスペインで育った。
元々はフットサルをしていた。チームメイトの家族やコーチ陣から上手さを評価された。その後、FCBペーニャ、サン・クガFC、UEコルネジャと3つのユースクラブでプレーし、RCDエスパニョール 、ジローナFC 、FCバルセロナからオファーを受けた。
2019年2月、FCバルセロナと正式に契約を結んだ。
2022年、英紙『ガーディアン』が選ぶ「世界の次世代サッカー選手60人」のネクスト・ジェネレーション2022に日本国籍を有する選手で唯一選出された。名を連ねたのはマティス・テル、ヴィトール・ウーゴ・ロッキ・フェレイラ、バレンティン・カルボーニら。「小柄だが力強く、ポゼッションでは非常に落ち着きがあり、前線への突破も速い」と評された。
2023年、FCバルセロナBの監督に評価され、同チームでの背番号も用意された。
2024年、怪我の影響でほとんど試合に出ることはなかった。6月25日、FCバルセロナ フベニールAからFCバルセロナBへ昇格できず、今月でFCバルセロナを退団すると報じられた。そうしたなか、本人はSNS上にカタルーニャ語と日本語のメッセージを投稿し、FCバルセロナ退団を発表した。アカデミーの他の多くの選手と同様に、トップチーム昇格という狭き門をくぐれなかった。

### セレッソ大阪
2024年7月17日、Jリーグのセレッソ大阪に入団し、プロキャリアを始めた。1年目は公式戦の出場は無かった。
2025年、アーサー・パパス指揮下で出場機会を得た。

## 代表
2021年、U-16スペイン代表に選出された。
2022年、U-19日本代表に飛び級選出された。10月28日スペイン遠征に臨むU-18日本代表に選出。
2023年、U-20日本代表に飛び級選出された。
2025年、U-20日本代表に選出された。

## 人物
- アルゼンチン、スペイン、日本の3つの国籍を有する。カタルーニャ語、スペイン語、英語、日本語を話す[12]。日本語は苦手であり、特に敬語の使用は苦手である[13]。
- 父親は1976年に起きたアルゼンチンの軍事独裁政権によるクーデターの影響で、スペインに移住した[1]。その後スペインの学校で育った[14]。母親は近畿地方出身のため、仁胡自身も影響を受けており関西弁を話す[13]。
- バルサの下部組織で学んだことは多いという。「全てと言ってもいい。サッカー以外でも、夢を叶えるためには自分をしっかり持つことの大切さ。あと、バルサにいるからと言って特別な人間だとは思わず、人に優しくすることも教わりました。バルサのカンテラからトップチームに上がった選手はたくさんいて、コーチとかから、そういう選手たちの昔の話も聞いていました。バルサのユニフォームを着て戦う試合はどれも特別でした。いつ最後の試合になるか分からないから、毎試合が戦いでした。」と話した[7]。
  - 「サッカーも人生も、いい時も、そうではない時もある。終わったことを考えても変わらない。「ケガがなかったらバルサBに行けた」と考えても、仕方ない。これからのことを考えている。将来のことは変えていける。これからまた成長すれば、先のことはどうなるか分からない。今はこれからどういう選手になるか、それだけ考えている」と答えている[7]。
- セレッソでチームメイトの香川真司からは「スペインで育っていますから、まずメンタリティが普通の日本の若手と違う」と見ており、「そこを僕はすごく評価している。僕が言うのは変だけど」「キャンプからアグレッシブにやれているので、アンダー20(U-20日本代表)に行ってまうのが、本当に惜しい」と話した。内田篤人が髙橋が敬語を話していたことについて質問すると「最初ね、全部あいづちが『うん』『そうやねん』って感じで。今年になってからは『はい、はい』って言うから、別に俺は『うん』でいいよって。」と話した。また、内田は髙橋の母についても「すごくパワフルな方で、敬語教えてくれば良かった！って。関西の人で。すごい面白いんだよね」と話した[15]。
- 将来の夢はラ・リーガでプレーする事[7]。
- 下部組織時代を共に過ごしたラミン・ヤマルについては「ヤマルはレベルが違うので、比べられない。自分の目指すところを頑張りたい」と自分に矢印を向けた[16][17][18]。

## 所属クラブ
- FCBペーニャ
- サン・クガFC
- UEコルネジャ
- 2019年  FCバルセロナ カデーテA
- 2020年  FCバルセロナ フベニールB
- 2021年 - 2024年  FCバルセロナ フベニールA
- 2024年7月 -  セレッソ大阪

## 個人成績
| 国内大会個人成績 | 国内大会個人成績 | 国内大会個人成績 | 国内大会個人成績 | 国内大会個人成績 | 国内大会個人成績 | 国内大会個人成績 | 国内大会個人成績 | 国内大会個人成績 | 国内大会個人成績 | 国内大会個人成績 | 国内大会個人成績 |
| 年度             | クラブ           | 背番号           | リーグ           | リーグ戦         | リーグ戦         | リーグ杯         | リーグ杯         | オープン杯       | オープン杯       | 期間通算         | 期間通算         |
| 年度             | クラブ           | 背番号           | リーグ           | 出場             | 得点             | 出場             | 得点             | 出場             | 得点             | 出場             | 得点             |
| 日本             | 日本             | 日本             | 日本             | リーグ戦         | リーグ戦         | リーグ杯         | リーグ杯         | 天皇杯           | 天皇杯           | 期間通算         | 期間通算         |
| ---------------- | ---------------- | ---------------- | ---------------- | ---------------- | ---------------- | ---------------- | ---------------- | ---------------- | ---------------- | ---------------- | ---------------- |
| 2024             | C大阪            | 22               | J1               | 0                | 0                | -                | -                | -                | -                | 0                | 0                |
| 通算             | 日本             | 日本             | J1               | 0                | 0                | -                | -                | -                | -                | 0                | 0                |
| 総通算           | 総通算           | 総通算           | 総通算           | 0                | 0                | -                | -                | -                | -                | 0                | 0                |

- Jリーグ初出場 - 2025年3月2日 J1第4節 vsアルビレックス新潟（デンカビッグスワンスタジアム）
- Jリーグ初得点 - 2025年6月1日 J1第19節 vs清水エスパルス（ヨドコウ桜スタジアム）

## 代表歴
- U-16スペイン代表
- U-18日本代表
  - スペイン遠征（2022年）
- U-19日本代表
  - 第48回モーリベスレベロトーナメント（2022年）
- U-20日本代表
  - AFC U20アジアカップ（2023年）
  - FIFA U-20ワールドカップ（2023年）
  - AFC U20アジアカップ（2025年）